# 清輝橋停留場

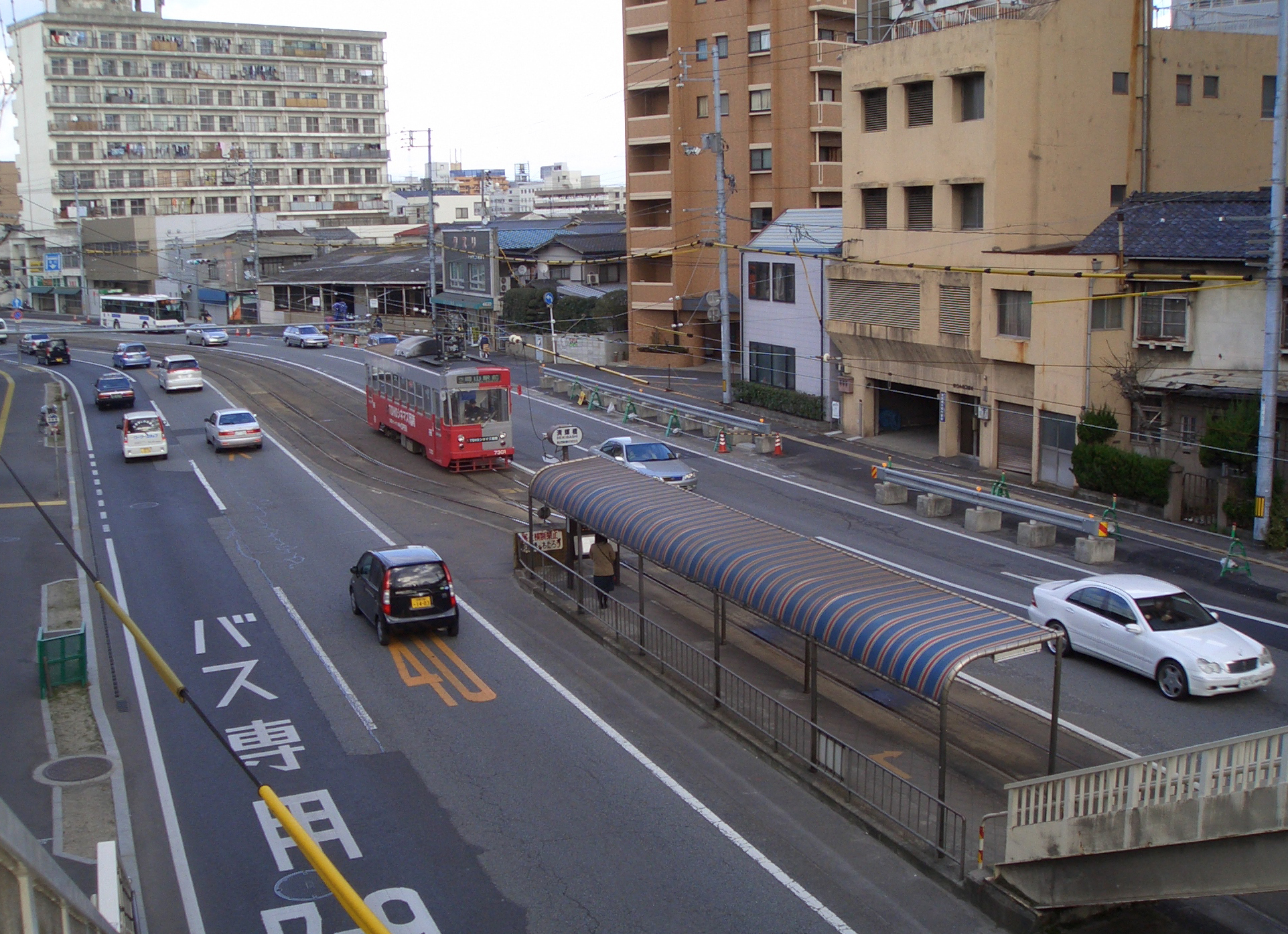
改修工事前の停留場

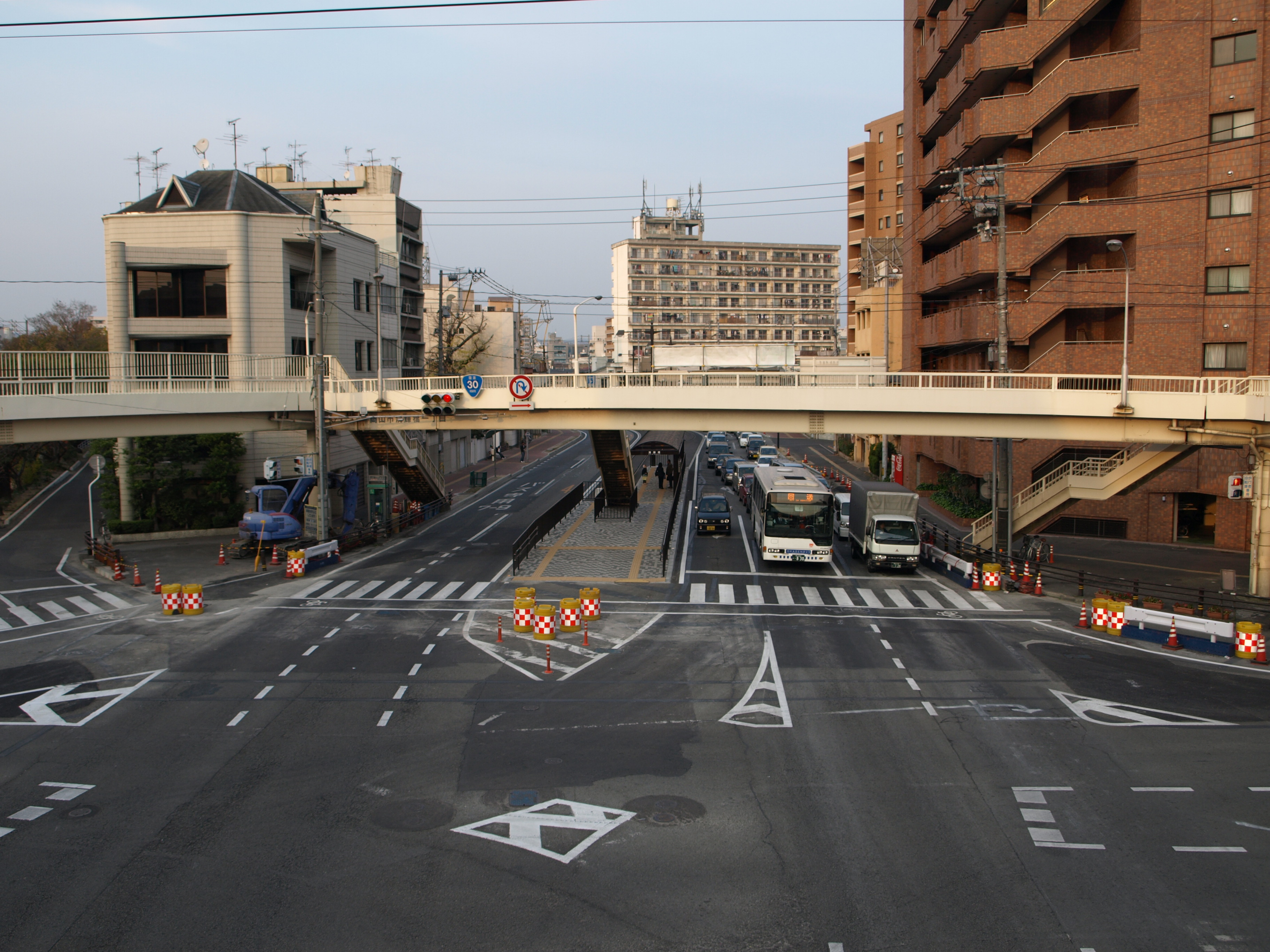
バリアフリー化後の停留場付近

清輝橋停留場（せいきばしていりゅうじょう）は岡山県岡山市北区清輝橋一丁目にある岡山電気軌道清輝橋線の停留場である。駅番号はS09。

## 歴史
- 1946年（昭和21年）9月6日：地蔵前[2] - 当駅間の開通と同時に開業。
- 2007年（平成19年）8月3日：電停ホーム工事完了、使用開始。
- 2007年（平成19年）11月5日：電停バリアフリー化工事完了。

## 構造
1面1線の片面ホーム。清輝橋線の終点駅であり、電停の直前で軌道が単線になっている。
2007年（平成19年）5月から電停のバリアフリー化が順次実施された。第一弾としてホーム拡幅などの改修が行われ、同年8月3日始発から新しい電停の使用が開始された。さらに清輝橋交差点の改良工事の一環として電停南側へ横断歩道の新設工事が行われ、同年11月5日から使用開始された。同駅でのバリアフリー工事完了により、清輝橋線のすべての駅がバリアフリー対応となった。
改修前は単線になる分岐部が清輝橋行き側に収束していたが、改修後は岡山駅前行き側に収束するようになっている。

## 周辺
- 両備バス・岡電バス・めぐりん「清輝橋」バス停
- 岡山市立岡輝中学校
- 岡山市立清輝小学校
- 国道30号
- 岡山大学鹿田キャンパス
  - 岡山大学病院
- 中国デザイン専門学校
- 岡山紀念病院
- 天満屋ストア本部
- 天満屋ハピーズ 岡輝店

## バス路線
交差点南側・交差点北側の国道30号沿い・交差点西側の市道（大学病院通り）沿いに「清輝橋」バス停がある。
なお、めぐりんのうち、かつて運行されていた日赤病院・イオンスタイル岡山青江方面（交差点南側）は「清輝小学校前」で、その他の路線の「清輝橋」とは名称が異なっていた。
Harecaの場合に限り、岡山電気軌道の路面電車（岡山駅前・郵便局前方面）と岡電バス（新岡山港方面・国道30号方面）・両備バス（国道30号方面）を、清輝橋停留場と清輝橋バス停で乗り換えた場合、乗換を含んだ乗車区間を全てバスで乗車したものとして運賃計算する。
乗り入れるバス会社
- ■岡電バス（岡山電気軌道）
- ■両備バス（両備ホールディングス）
- ■八晃運輸

### 清輝橋
※すべて一般路線。
- 交差点南側（南行）
  - 岡電バス
    - 012：岡南営業所
    - 000：中央市場 ※平日のみ運行。
    - 011：築港元町
    - 021・022：岡山ろうさい病院
    - 041・062：岡南飛行場
    - 03H：日赤病院 ※平日のみ運行。
    - 051・052：大東

  - 両備バス
    - 501・502・537：宇野駅
    - 502：玉野市民病院入口
    - 531：興陽高校前・岡山南支援学校
    - 532：深山公園道の駅
    - 533：玉野市役所前
    - 534・535：渋川
- 交差点北側（北行）
  - 岡電バス
    - 003：天満屋
    - 001・03H：岡山駅 ※「03H」は平日のみ運行。

  - 岡電バス・両備バス
    - 0A1：岡山駅
- 交差点西側（東行）
  - 岡電バス
    - 092：三蟠南・新岡山港（小豆島連絡） ※平日のみ運行。
    - 098：岡大附属校 ※登校日のみ運行。
- 交差点西側（西行）
  - 岡電バス
    - 002・03H：岡山駅 ※「03H」は平日のみ運行。
    - 008：岡電高屋
    - 018：藤原団地

  - 八晃運輸
    - M01 (1)：（めぐりん医大右線）大学病院入口・岡山駅

## 隣の停留場
岡山電気軌道
■清輝橋線
東中央町停留場 (S08) - 清輝橋停留場 (S09)